# مسرح العراق (تمرد الزنج)
مسرح العراق أحد منطقتين رئيسيتين للعمليات خلال تمرد الزنج، والأخرى هي مقاطعة الأهواز المجاورة.
الثورة التي بدأت في سبتمبر عام 869 جنوب العراق، اقتصرت في البداية في المنطقة المحيطة بمدينة البصرة الساحلية، وكذلك المناطق الجنوبية من الأهواز إلى الشرق. أثبتت الجهود التي بذلها الخلفاء العباسيون في سامراء لمحاربة التمرد عدم فعاليتها، واحتلت العديد من البلدات وتم نهبها والقرى. سقطت البصرة في شهر سبتمبر لعام 871 بعد حصار طويل، وبعد ذلك أُحرقت المدينة وذبح سكانها. انتهت الحملة الانتقامية التي قام بها الوصي على الخليفة أبو أحمد بن المتوكل (المعروف بلقب الموفق) ضد المتمردين عام 872 بالفشل، واستمر الزنج في الهجوم على مدى سنوات عديدة لاحقة.
استمر عجز الحكومة المركزية العباسية عن قمع الثورة والذي يرجع جزئيًّا إلى انشغالها في القتال ضد تقدم يعقوب بن الليث الصفاري إلى العراق، شجع الزنج على توسيع أنشطتهم نحو الشمال. أثبتت حملة المتمردين لاحتلال الأهوار الواقعة بين البصرة وواسط عام 876 نجاحها، وبعتدها شقوا طريقهم إلى منطقة تسمى كسكر. بحلول عام 879، وصل التمرد إلى أبعد مدى. تم نهب واسط وتقدم المتمردون نحو الشمال الغربي على طول نهر دجلة، ليصلوا إلى مسافة خمسين ميلاً من بغداد.
استعادت الحكومة العباسية زمام المبادرة في الحرب في أواخر عام 879، حينما أرسل الموفق ابنه أبو العباس (الخليفة المستقبلي المعتضد) بقوة كبيرة ليحاربوا المتمردين. انضم الموفق نفسه إلى الهجوم في العام التالي، وعلى مدى أشهر قليلة نجحت القوات حيث أرجعت المتمردين نحو "عاصمتهم" وهي منطقة تدعى المختارة، جنوب البصرة. تم وضع المختارة تحت الحصار في شهر فبراير عام 881، وأدى سقوطها في شهر أغسطس لعام 883، بالإضافة إلى مقتل أو أسر معظم قادة المتمردين، إلى إنهاء التمرد.
كان الزنج يقودهم شخصيًا زعيم الثورة علي بن محمد في المراحل الأولى من الحرب. بعد بناء المختارة، نادرًا ما كان يذهب علي إلى الميدان بنفسه، وأصبحت جيوش المتمردين في العراق تحت قيادة العديد من نوّابه، مثل يحيى بن محمد البحراني وبعد إعدام الكثير من نواب الزعيم عام 872 مثل: سليمان بن جامع وأحمد بن مهدي الجبائي وسليمان بن موسى الشعراني. قامت الحكومة العباسية، بتناوب عدد من الضباط لمتابعة الحرب ضد الزنج، لكن لم يكن التقدم كبيرًا في قمع التمرد قبل عام 879.
ضمّت جيوش الزنج، المدعومة برجال القبائل العربية المتحالفة، مزيجًا من قوّات المشاة وسلاح الفرسان، وتمكّنت من تحقيق انتصارات متكررة ضد القوات الحكوميّة في كل من المعارك الضارية والكمائن. تم الاعتماد من كلا الجانبين أيضًا بشكل كبير على المراكب المائية للتنقل في نظام القنوات الواسع بالجزء السفلي من العراق والممرات المائية في الأهوار، وكثيرًا ما تم استخدام المراكب لنقل الرجال والمعدات. كما قام المتمردون بأنشطة أخرى في المناطق الخاضعة لسيطرتهم، كبناء الحصون، وتأمين الاتفاقيات مع المناطق المجاورة، وجمع الضرائب والإمدادات، وحفر القنوات، وسك العملات المعدنيّة الخاصّة بهم. 

## خلفية
وكان زعيم التمرد علي بن محمد، رجل غامض الخلفية. قبل الثورة، سافر الزعيم إلى البحرين شرق شبه الجزيرة العربية لعام 863، وهناك اكتسب مجموعة من الأتباع، بما في ذلك يحيى بن محمد البحراني وسليمان بن جامع، وحاول تشكيل جماعة الإمامة في مواجهة العباسيين. لكن هذا المخطط لم يتم بسبب معارضة السكان المحليين، ثم في عام 868 قرر المغادرة إلى مدينة البصرة الساحلية جنوب العراق.
في البصرة أعلن علي مرة أخرى عن قيام ثورة جديدة، وفشل أيضًا عندما رفض السكان دعمه. واضطر علي إلى الهروب من البصرة إلى الأهوار القريبة، وهناك تم اعتقاله ونُقِل إلى مدينة واسط. وبعد وقت قصير، تمكن علي من إقناع الحاكم المحلي بإطلاق سراحه ورفاقه، فتوجه بعدها إلى بغداد. وبقي هناك للعام التالي، وخلال تلك الفترة اكتسب أتباعًا إضافيين لقضيته.
عام 869 علم علي أنه تم إطلاق سراح عائلته، التي كانت مسجونة في البصرة. عندها قرر العودة إلى البصرة، ووصل هناك مع أتباعه في شهر أغسطس/سبتمبر من العام نفسه. فور وصوله بدأ في تشجيع العمال العبيد، ومنهم العبيد الزنج القادمين من شرق إفريقيا، على الانضمام إليه، واعتمد شعارًا غير تقليدي لإعطاء مبرر ديني للثّورة.

## 869

### العمليات الأولية

خريطة منطقة البصرة (باللون الأحمر)، المنطقة الأولى التي تأثرت بتمرد الزنج في العراق.

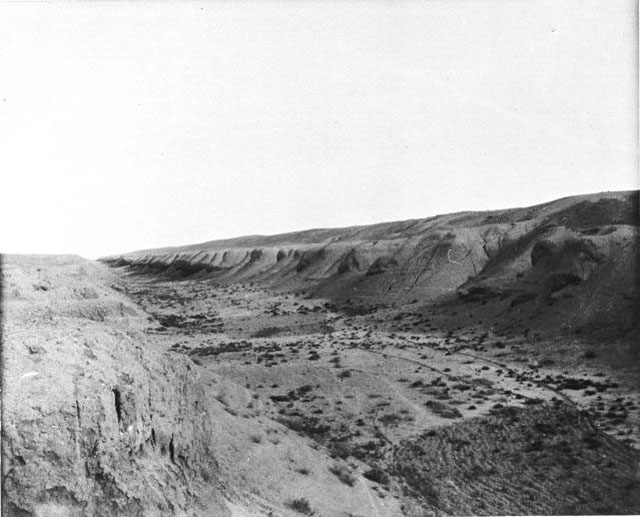
القاع الجاف لقناة النهروان في وسط العراق. وكانت قنوات منطقة البصرة مسرحًا للعديد من المعارك أثناء التمرد، واستخدمتها كل من الحكومة العباسية والمتمردين لنقل الرجال والإمدادات.

خريطة قنوات (نهر) منطقة البصرة: ١. أبو الأسد؛ 2. المراح؛ 3. الدير؛ 4. بثقة شيرين؛ 5. معقل؛ 6. الأبلة؛ 7. أبو الخصيب؛ 8. الأمير. 9. القنديل.

في أوائل شهر سبتمبر لعام 869، بدأ علي وأتباعه في الاستيلاء على العبيد في منطقة البصرة وشجعوهم بوعود النهب إذا وقفوا معه في تمرده. وبعد انضمام عدة مئات من العبيد بهذه الطريقة، عبَر الدجيل وأقام معسكرًا، وواصل تجنيد المزيد من الأتباع. وبعد أيام قليلة، هزم المتمردون مفرزة بعد عيد الفطر مباشرة، وبهذا كانوا قد حققوا انتصارهم الأول.
سارعت السلطات المحلية والأقطاب قمع التمرد، وأرسلت قوة قوامها أربعة آلاف رجل لمهاجمة الزنج. وعلى الرغم من ضعف تجهيزهم للقتال، إلا أنّ المتمردين هزموا الجيش وأسروا عددًا منهم، أمر علي بقطع رؤوسهم. ثم أكمل علي طريقه لعدة قرى في المنطقة، وهناك خضع السكان له ومنهم من هرب، وفي نفس الوقت حصل على غنائمه الأولى. وبعد عدة هزائم أخرى في المعركة، حاول السكان المحليّون شراء علي إذا وافق على إعادة العبيد إلى أصحابهم، لكن زعيم المتمردين رفض ذلك بسخط واستمر القتال بين الجانبين.
على مدار الأسابيع القليلة التالية، نمت قوة المتمردين. لم تثبت الجهود التي بذلتها السلطات البصرية وملاك الأراضي لإخماد التمرد فعاليتها، وهُزمت عدة جيوش أُرسلت ضد المتمردين. واصل الزنج نهب طريقهم عبر المنطقة|ح بسبب عدم وجود قوة لردعهم، واستسلمت عدة قرى طوعًا أو تم نهبها.

### معركة البارجات
مع حلول منتصف شهر أكتوبر، نما الزنج بقوة كافية لمحاولة التقدم نحو البصرة. وبالرغم من ذلك، عندما اقترب المتمردون من المدينة، قابلتهم مجموعة كبيرة من البصريين وتعرضوا لهزيمة خطيرة. نظم البصريون حملةً جديدةً لمحاربة المتمردين الذين انسحبوا إلى معسكر على نهر الشيطان. وتألفت القوّة من عدد من المراكب والقوادس، ويرافقها حشد كبير ضم عدداً من المدنيين العزّل.
عند علم علي بن محمد بتقدم البصرة، نصب كمينًا، ووضع مفارز على ضفتي القنوات. عندما وصلت قوّة البصرة، تعرضوا لهجوم مفاجئ من قبل الزنج من جميع الجهات وتم التغلب عليهم. تم القضاء على القوة البصرية بأكملها تقريبًا. وتمكّن عدد قليل فقط من الهروب من الموت.
كان انتصار الزنج في نهر الشيطان، الذي يعرف باسم يوم المراكب، لحظة فاصلة في الحرب، وحوّل ما كان في السابق شأنًا محليًا فقط إلى أمر يتطلب تدخل الحكومة المركزية. في المعركة، أصبح سكان البصرة مقتنعين بأن المتمردين أقوياء للغاية بحيث لا يمكن هزيمتهم على يد القوّات المحليّة وامتنعوا عن المساهمة في القتال. في ذلك الوقت، أدركت الحكومة العباسيّة في سامراء أنها يجب أن تصبح أكثر انخراطًا في قمع الثورة، وقررت إرسال قوات حكومية إضافية إلى المنطقة.

## 869-870

### وصول جعلان التركي وبناء المختارة
بعد انتصار الزنج على البصرين، أرسلت الحكومة العباسية قوة بقيادة جعلان التركي نحو جنوب العراق لمحاربة الزعيم علي بن محمد. قضى الجعلان الأشهر الستة التالية في الميدان، لكنه اكتشف أن قواته الخيّالة لا تستطيع التحرك بسهولة عبر المناظر الطبيعية الكثيفة، ولم يحرز أي تقدم ضد الزنج. وبعد أن قام المتمردون بغارة ليلية مدمّرة على معسكره، قرر التّخلي عن الحملة والعودة إلى البصرة. أقنع انسحاب الجعلان الحكومة بأنه غير مناسب لمهمة هزيمة المتمردين. فتم عزله وأعطي أمره لسعيد بن صالح الحاجب بدلا منه.
وبنفس الوقت تقريبًا، شقّ علي بن محمد طريقه إلى الجانب الغربيّ من نهر أبي الخصيب وبدأ بناء مستوطنة هناك. أصبحت تعرف باسم المختارة، وأصبحت المختارة "المقر الرئيسي" للزنج في فترة الثورة، حيث كانت بمثابة المقر الرئيسي لزعيم الزنج ومكانًا للجوء للمتمردين. من هذه النقطة فصاعدًا، امتنع علي بن محمد إلى حد كبير عن قيادة الزنج شخصيًا إلى المعركة، وبدلاً من ذلك بقي في المختارة وفوّض قيادة قوّاته إلى مساعديه. 

### احتلال الأبولة
سهّل انسحاب جولان إلى البصرة وضعف القوات الحكومية على الزنج مواصلة أنشطتهم في جنوب العراق دون عوائق. وبعد فترة وجيزة من مغادرة الجعلان للميدان، قرّر علي بن محمد القيام بحملة على إحدى مدن المنطقة. كان ينوي في البداية إرسال قواته ضد عبادان؛ ولكن بعد أن بدأ جيشه مسيرته، أُبلغ بأن الأبلة ستكون هدفاً أفضل. ولذلك، استدعى رجاله وأمرهم بالتوجه نحو تلك المدينة بدلاً من ذلك.
عند وصولهم إلى الأبلة، وجد الزنج أن المدينة يدافع عنها أبو الأحواس الباهلي، الذي عيّنه جعلان حاكمًا لها. ومع ذلك، بدأ المتمردون هجومهم، وهاجموا المدينة برًّا ومن خلال القوارب المستولى عليها. استمر القتال بين الزنج والمدافعين حتى مساء يوم 28 من شهر يونيو عام 870، وهناك اقتحم الزنج المدينة من اتجاه دجلة ونهر الأبلة. ثمّ تمّ التغلب على المدافعين بوقت سريع، وقتل كل من الوالي وابنه أثناء القتال.
وعند انتشار الزّنج في جميع أنحاء المدينة، وضعوه في الشّعلة. العديد من المباني في الأبلة كانت مصنوعة من خشب الساج وتم بناؤها بالقرب من بعضها. ونتيجة لذلك انتشر الحريق في جميع أنحاء المدينة ودمّر جزءًا كبيرًا منها. قُتل العديد من السّكان. وحاول آخرون الفِرار إلى المجاري المائية وغرقوا. ثم بدأ الزّنج في نهب الأبلة وجمعوا عددًا كبيرًا من الغنائم، ولكن بحلول ذلك الوقت كانت النيران قد دمرت معظم بضائع المدينة.
وأثارت أنباء نهب الأبلة الرعب في المنطقة. وقرر سكّان عبادان، خوفًا من تعرضهم لمصير مماثل، الاستسلام للزّنج. أرسل علي بن محمد البعض من قواته إلى المدينة، حيث سُمِح لهم بالاستيلاء على أي أسلحة وعبيد تمكنوا من العثور عليها. كما أصيب أهل البصرة بالذّعر من الأخبار. أدّى سقوط الأبلة، إلى جانب سقوط الأحواز في وقت لاحق من ذلك العام، إلى فرار الكثيرين من المدينة، والانتقال إلى مناطق أكثر أمانًا لا تتعرض لهجوم الزنج.

## 870-871

### غزوة سعيد بن صالح

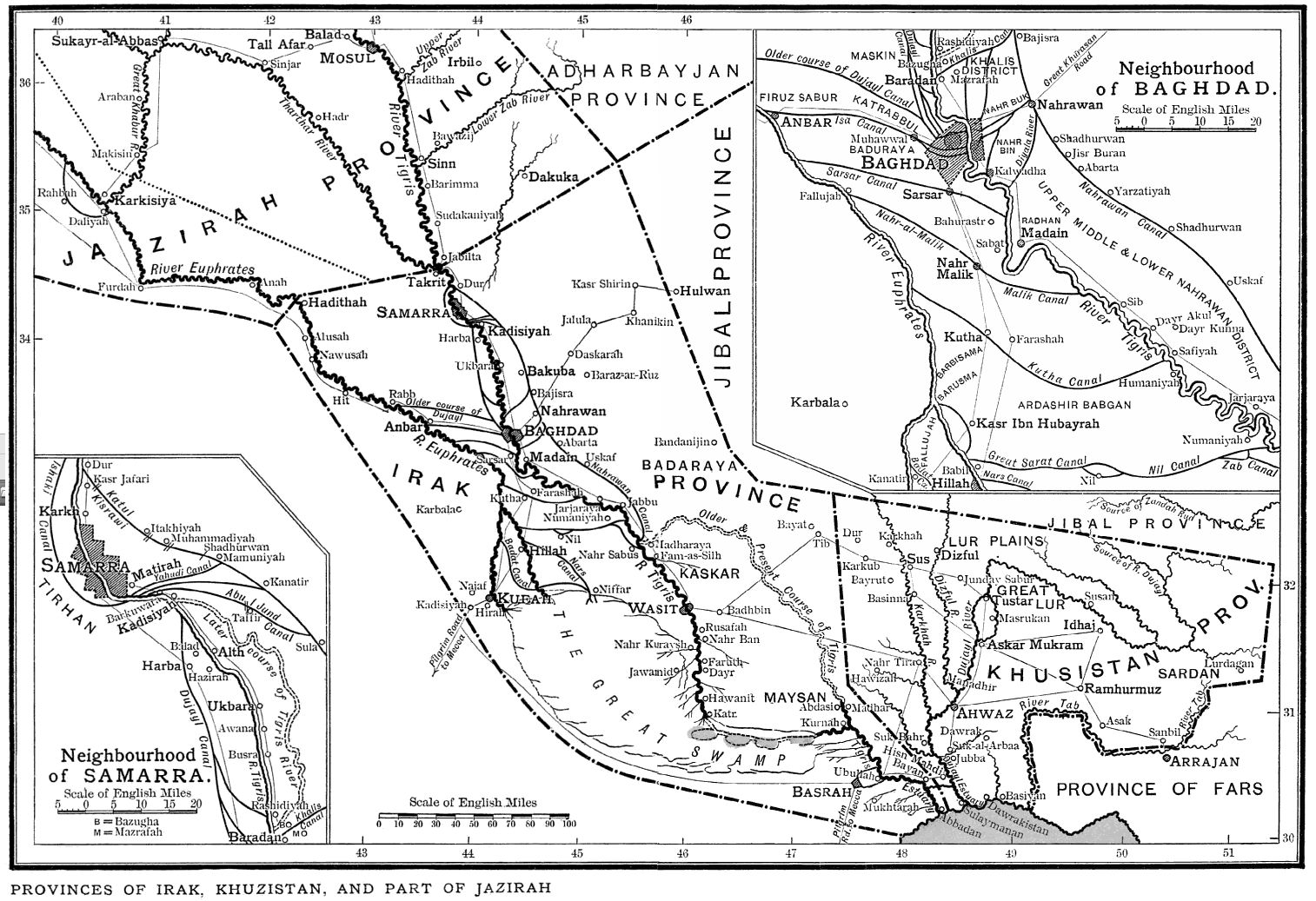
العراق في ظل الخلافة العباسية.

ومع منتصف عام 871، أرادت الحكومة العباسيّة بدء هجوم جديد ضد الزّنج، وأرسلت بغراج للضغط على سعيد بن صالح بشأن هذا الهجوم. وبناءً على ذلك، انطلق سعيد إلى نهر دجلة في شهر يونيو وتقدم نحو مقر علي بن محمد، ووصل إلى نهر معقل. وهناك واجه سعيد بن صالح جيشًا متمردًا على قناة رافد، وبالرغم من إصابته فقد نجح في هزيمة الزّنج. حصلت القوات الحكوميّة المنتصرة على الغنائم وحرّرت عدداً من النّساء اللاتي أسرهنّ المتمردون.
وبعد المعركة، بدأ سعيد في إقامة معسكر جديد وقضى أيّامًا عديدة في التّحضير لمزيد من الاشتباكات. وأثناء وجوده هناك، تلقى نبأ بوجود قوة قريبة من الزّنج، فهاجمها وهزمها. ثم انطلق بعد ذلك إلى الجانب الغربيّ من نهر دجلة واشتبك مع الزّنج في عدّة مناوشات، عاد بعدها إلى معسكره وبدأ في توجيه أنشطة جيشه.
في منتصف شهر يوليو، قرر علي بن محمد الرد على سعيد، وأمر ملازمه يحيى بن محمد البحراني بإرسال كتيبة للمحاربة ضدّه. قوة المتمردين المكوّنة من ألف رجل بقيادة سليمان بن جامع وأبو الليث الأصبهاني، انطلقت القوة المتمردة من نهر معقل ليلاً وتمكنت من القبض على الجيش الحكومي غير المستعد. وألحق الزّنج هزيمة قاسية بسعيد، فقتلوا عددًا كبيرًا من رجاله وأشعلوا النّار في معسكره.
نجح الهجوم المخطّط من عليّ في إنهاء حملة سعيد. كانت القوّات الحكوميّة غير منظّمة للغاية بعد المعركة، ولم تتمكّن من تحقيق أي تقدّم آخر ضد المتمردين. وفي الوقت نفسه، تسبب تأخير الشّحنة المقرّرة من الأحواز في مزيد من المشاكل، واضطّر سعيد إلى حجب المخصصات لجنوده نتيجة لذلك. قررت الحكومة المركزيّة أن سعيد غير قادر على مواصلة العمليات ضد الزنج، وقررت إعفائه من القيادة. ولذلك سلم جيشه إلى منصور بن جعفر الخياط وعاد إلى سامراء، بينما بقي بغراج في الخلف لحماية البصرة من المتمردين.

### حصار البصرة وحملة المنصور بن جعفر
بحلول منتصف عام 871، كانت مدينة البصرة واقعة تحت حصار الزّنج. تمكّن المتمردون من قطع تدفق الإمدادات إلى المدينة إلى حدٍّ كبير، بعد أن سيطروا في ذلك الوقت على العديد من المناطق المحيطة ودمروا عددًا من قرى مجاورة للمدينة. كما كانت القنوات المؤدية إلى البصرة غير آمنة للسّفر، وكانت السّفن التي تحاول الوصول إلى المدينة عرضة للهجوم. إنّ المسروقات التي تم الاستيلاء عليها من السّفن لم تحرم المدينة من المؤن اللازمة فحسب، بل وفّرت أيضًا مصدرًا مهمًّا للإمدادات للزّنج. ومع اقتراب المتمردين من البصرة، ظهر النّقص في المدينة، وبدأ سكانها يعانون من الجوع.
عندما تولّى منصور القيادة في المنطقة، حاول منصور بن جعفر كسر الحصار المفروض على البصرة من خلال إنشاء نظام قوافل، وتعيين صنادل لمرافقة سفن الإمداد حتى وصولها إلى المدينة. وقد ساهمت هذه الاستراتيجيّة في إعفاء أهل البصرة مؤقتًا من النّقص الذي كانوا يعانون منه، كما جعلت من الصعب على المتمردين تأمين المؤن لأنفسهم. وبعد ذلك، قرّر المنصور المضيّ في الهجوم وتقدّم نحو مقر زعيم الزّنج بقواته وصنادله. لكن الزّنج كانوا مستعدين له، وعندما دخل الجيش الحكوميّ المعسكر تعرضوا لكمين من قبل المتمردين. قُتل العديد من رجال المنصور أثناء القتال، بينما حاول آخرون الفرار بالقفز في نهر دجلة وغرقوا، واضطر المنصور بنفسه للانسحاب. تم إرسال ما يقرب من خمسمائة رأس مقطوعة إلى معسكر يحيى بن محمد في نهر معقل وتم عرضها.
نبعد هزيمته قرر المنصور أنه غير قادر على الاشتباك المباشر مع الزنج. لهذا السبب امتنع عن شنّ المزيد من الهجمات وركّز بدلاً من ذلك على حماية سفن الإمداد البصرية. بعد تقدم الزنج نحو جوبا، حوّل انتباهه بعيدًا عن القوافل وسمح للسفن بالمرور دون حراسة. وبالتالي، سرعان ما تمكّن المتمردون من قطع تدفق المؤن إلى المدينة، وأصبحت الإمدادات نادرة مرة أخرى لسكانها.

### كيس البصرة
في شهر أغسطس عام 871، قرّر علي بن محمد أنّ الوقت قد حان لهجومٍ كامل على البصرة. تم إرسال الرسائل إلى كل من علي بن أبان المهلبي، الذي كان يعسكر في جبة، ويحيى بن محمد، الذي كان يشرف على حصار المدينة، لتوحيد قوّاتهم وتنسيق الهجوم. وبناء على ذلك تخلّى القائدان عن مواقعهما وانطلقا إلى المدينة.
بالرغم من تلقي بعض الإشعارات بأن الزنج تقدموا ضدّهم، كان البصريّون في حالة سيّئة للدفاع عن أنفسهم، بعد أن أضعفهم آثار الحصار. وبما أن منصور بن جعفر لم يكن في المدينة، فإن القوّة الحكومية الوحيدة المتاحة كانت قوة من خمسين جنديّاً من سلاح الفرسان بقيادة بغراج، والتي استكملتها ميليشيا البصرة تحت قيادة برية .
بدأ الزّنج هجومهم على البصرة في السابع من شهر سبتمبر. وبعد ثلاثة أيام من القتال العنيف، قرّر بغراج وبريح ترك المدينة وفرّوا، مما سمح للزنج أن يدخلوها دون معارضة. وشرع المتمردون في مذبحة العديد من سكانها، ونهبوا ودمروا جزءًا كبيرًا من المدينة.
كان الدمار الذي لحق بالبصرة أحد أعظم إنجازات الزّنج خلال المراحل الأولى من التّمرد، واحتفل علي بن محمد بسقوط المدينة. أصبحت الحكومة العباسيّة، أكثر التزامًا بقمع المتمردين، ودفعت أنباء مصير البصرة الأمير العبّاسيّ أبو أحمد إلى شنّ حملة ضد الزّنج في العام التالي.

### حملة محمد المولد
بعد فتح البصرة بشكل مباشر، أرسلت الحكومة العباسيّة محمد المولد ضد الزنج. غادر سامراء في اليوم العشرين من شهر سبتمبر واستقر في الأبلة. وفي نفس الوقت، انسحب قائد الزنج يحيى بن محمد من البصرة بعد النّهب، وأقام معسكرًا على قناة قريبة. وبعد تلقي تعليمات من علي بن محمد تقدم نحو المولد واشتبك معه في المعركة.
وبعد عشرة أيام من القتال بين الجانبين، تمّ تعزيز يحيى بصنادل بقيادة أبو اللّيث الأصبهاني وأمر بهجوم ليليّ على الجيش الحكوميّ. استمرت المعركة حتى ظهر اليوم التالي، وهناك اعترف المولد بالهزيمة وانسحب، مما سمح للزنج بالدخول وسرقة معسكره. ثم طارد يحيى المولد حتى الحوانيت، لكنه قرّر في النّهاية السماح له بالفِرار. ولذلك عاد نحو منطقة البصرة، وهاجم ونهب القرى الواقعة على طول طريقه، قبل إعادة إنشاء معسكره في نهر معقل.

## 871-872

### حملة أبو أحمد الأولى

#### معركة نهر أبي الخصيب
في نهاية شهر فبراير لعام 872 تقريبًا، قرّر الأمير العباسيّ أبو أحمد بن المتوكل، الأخ والوصي الفعلي للخليفة المعتمد، شنّ حملة شخصيًّا ضد الزّنج ردًا على "الفظائع" الأخيرة التي ارتكبها الزنج. الثوار. وبناءً على ذلك، انطلق جيش كبير ومجهز جيدًا بقيادة مفلح التركي من سامراء، بهدف قتال علي بن محمد في منطقة البصرة. بعد المرور أولاً ببغداد، وهناك استقبله السكان المحليون بحماس، شقّ الجيش طريقه جنوبًا ووصل في النّهاية إلى نهر معقل. وهناك وجدوا أنّ يحيى بن محمد وقوّات الزّنج المتمركزة في المنطقة قد فروا، فواصلوا باتجاه نهر أبي الخصيب لمهاجمة مقر علي بن محمد.
فوجئ علي بن محمد باقتراب أبو أحمد ومفلح، حيث كانت معظم قواته متمركزة في مكان آخر في ذلك الوقت. وأرسل على وجه السّرعة رسالة إلى علي بن أبان، الذي عاد إلى جبة بعد نهب البصرة، ليعود مسرعًا إلى نهر أبي الخصيب مع من استطاع من الرجال. ولذلك انطلق علي بن أبان إلى منطقة البصرة، لكنّه لم يتمكن من الوصول إلى مقر علي بن محمد قبل وصول القوات الحكوميّة، وبحلول الوقت الذي ظهر فيه كانت المعركة انتهت بالفعل.
بعدم وجود تعزيزات متاحة، قرّر علي بن محمد الاشتباك مع الجيش الحكوميّ بمفرده، وغامر بالتّقدم سيرًا على الأقدام. ومن جانبهم وصل أبو أحمد ومفلح إلى نهر أبي الخصيب في الأول من شهر أبريل وأمروا رجالهم بالهجوم. أدّى الهجوم على مقرّ الزّنج في البداية إلى خلق حالة من الذّعر بين المتمردين غير المقاتلين، وغرق العديد من النّساء والأطفال أثناء محاولتهم الفرار عبر القناة. ومع ذلك، انتهت المعركة بكارثة كاملة للقوات الحكوميّة. أصيب مفلح بجروح قاتلة بسهم في وقت مبكر من القتال، وسرعان ما تغلب المتمرّدون على الجيش. قُتل العديد من الرجال وجمع الزّنج رؤوسهم، فيما أُسر آخرون، واضّطر أبو أحمد إلى التّراجع.
توفيّ مفلح متأثرًّا بجراحه في اليوم التالي للمعركة، وأعيد جثمانه إلى سامراء. وفي هذه الأثناء انسحب أبو أحمد إلى الأبلة لإعادة تجميع جيشه.

#### القبض على يحيى بن محمد
أثناء تعافي علي في الأبلة، تلقّى أبو أحمد كلمة مفادها أن قائد الزّنج يحيى بن محمد كان متّجهًا إلى نهر دجلة. وقرّر التّقدم إلى نهر أبي الأسد وإقامة معسكر هناك، وذلك لقطع تدفق الإمدادات والتعزيزات عن يحيى. وعند وصوله إلى القناة أرسل تشتيمور التركي بجيش لتعقّب يحيى وهزيمته.
ضعفت قوات يحيى بن محمد تدريجيّاً منذ انسحابه من نهر معقل. وأدّى الاشتباك مع قوّات أغاجون حاكم الأحواز إلى إصابة العديد من رجاله، وكان يفتقر إلى سلاح الفرسان بعد أن سمح لفرسانه بالعودة إلى معسكر عليّ بن محمد. وبعد أن علم بتحركات أبو أحمد، تخلّى عن مسيرته نحو نهر دجلة وحاول الانسحاب عبر مستنقع، لكن العديد من الزّنج مرضوا أثناء الرّحلة. بعد خروجهم من المستنقع، وجدت طليعة الزّنج بقيادة سليمان بن جامع طريقهم مسدودًا بالمراكب والقوات التي أرسلها أشغاجون، لذلك تركوا قواربهم وتوجهوا إلى طريق العودة نحو معسكر علي.
أمر يحيى رجاله بالبدء في عبور القناة وقطر قواربهم عبرها. وأثناء العبور وصل تاشتيمور فجأة مع جيشه إلى الجانب الغربيّ من القناة. اندلع الذّعر بين الزّنج، وعبر العديد من المتمرّدين متعجلين للجانب الشرقيّ ولاذوا بالفرار. حاول يحيى، الذي بقي مع بضع عشرات من الرجال فقط، مهاجمة موقع تشتيمور، لكن القوّات الحكوميّة سرعان ما أوقفت المتمردين بوابل من السهام. أصيب يحيى في ذراعيه وساقه اليسرى، وسرعان ما قرّر من تبقى من أتباعه الفرار. وتقدّمت القوّات الحكومية إلى ضفتي القناة، حيث نهبت وأحرقت القوارب التي تركها الزنج.
بالرغم من جروحه، تمكن يحيى من الفرار من ساحة المعركة. وبعد أن تخلى عنه جيشه بشكل كامل، حاول العودة إلى معسكر علي على متن سفينة، لكنّه وجد الطريق مسدودًا بالمراكب الحكوميّة. ولذلك قرّر الاستمرار سيرا على الأقدام، لكن إصاباته أعاقت تقدمه. وانتهت رحلته أخيرًا بعد أن كشف أحد المخبرين عن موقعه لبعض القوّات الحكومية، الذين قبضوا عليه واقتادوه إلى أبو أحمد.
تم الاحتفال بالقبض على يحيى باعتباره إنجازًا مهمًا من قبل العباسيين. نقلوه إلى سامرّاء، حيث أمر الخليفة المعتمد ببناء منصّة بالقرب من حلبات السّباق بالمدينة لتعذيب قائد المتمردين عليها. في 22 من شهر مايو، وفي مناسبة حضرها الخليفة والجمهور، تلقى يحيى مئتين جلدة، وتمّ قطع يديه ورجليه. ثم تعرض للضرب بالسيوف، وسحبه وتقطيعه إلى أرباع ، وأخيراً تم حرق جسده.

#### انسحاب أبو أحمد
بعد أسر يحيى، أصيب معسكر أبو أحمد في نهر أبي الأسد بالشّلل مؤقتًا بسبب تفشّي المرض، واضطر الجيش الحكوميّ إلى الانتظار حتى موت الجنود المصابون أو تعافيهم. بعد زوال المرض، أمر أبو أحمد قواته بالتقدم إلى بادهوارد، وهناك أعدّ قواته ومراكبه لهجوم جديد ضد الزنج.
وعندما أصبحت قوّاته جاهزة، أرسل أبو أحمد عددًا من قادة للتقدّم نحو نهر أبي الخصيب، بينما بقي في الخلف مع حفنة من قوّاته. ومع بدء المعركة، تمكّن الجيش الحكوميّ من حرق العديد من مساكن المتمردين وتحرير عدد من الأسيرات، لكن الأعداد الكبيرة من الزّنج هي التي سادت في النّهاية. تعرض موقع أبو أحمد للهجوم، وفي النّهاية أعطى إشارة التراجع. استطاعت معظم القوات الحكومية من انتشال نفسها، لكن تم عزل مفرزة من الرجال عن المراكب ونصب كمينًا من قِبل المتمردين. قُتل 110 رجال وأُرسلت رؤوسهم إلى علي بن محمد.
بعد المعركة، عاد أبو أحمد إلى بادهوارد، وهناك استعد لتقدم آخر ضدّ الزّنج. ولكن لم يمضِ وقت طويل حتى تسبّبت عاصفة رياح في اندلاع حريق في معسكره وتدميره، مما أدّى إلى إنهاء الحملة. في شهر يونيو أو يوليو عام 872 قرّر أبو أحمد القيام برحلة العودة إلى واسط، وعند وصوله إلى المدينة تفرقت غالبية قواته.

## 872-875

### حملة موسى بن بغا
في عام 873، بعد احتلال الزّنج لسوق الأحواز، قرّرت الحكومة المركزيّة تعيين الجنرال موسى بن بغا الكبير لتوجيه المجهود الحربي ضدّ المتمردين. في الرّابع عشر من شهر سبتمبر أقيم موكب عام لرحيل موسى. ورافق الخليفة موسى عبر سامراء، وكافأه بملابس الشرف على أسوار المدينة. ثم انصرف موسى ليتولّى أمره، وأرسل عبد الرحمن بن مفلح إلى الأحواز، وإسحاق بن قندج إلى البصرة، وإبراهيم بن سيما إلى باذوارد لقتال الزّنج.
ثم تمكن ابن مفلح من إحراز تقدم في الأحواز بشكل سريع، ممّا أجبر قائد الزّنج علي بن أبان على الانسحاب من المحافظة والعودة إلى العراق. وبمجرّد أن تمّ ذلك تقدم ابن مفلح إلى بيان، حيث وقع الجانبان في فترة من الجمود. بدأ ابن مفلح وإبراهيم بن سيما بشنّ هجمات متتالية على مقر عليّ بن محمد، فيما عمل إسحاق بن قندج على قطع تدفّق الإمدادات عن المتمردين. ردّاً على ذلك، بدأ علي بن محمد بإرسال قوّاته لصدّ جيوش الحكومة، وبعد ذلك أرسل مفرزة إلى أطراف البصرة، حيث سيقاتلهم إسحاق بن قندج. استمرت هذه السّلسلة من الهجمات والهجمات المضادة لمدة عشرة أشهر، حتى تم استبدال موسى بن بغا بمسرور البلخي بمنتصف عام 875.

### احتلال البطيحة ودست ميسان

خريطة منطقة البطائح (برتقالي).

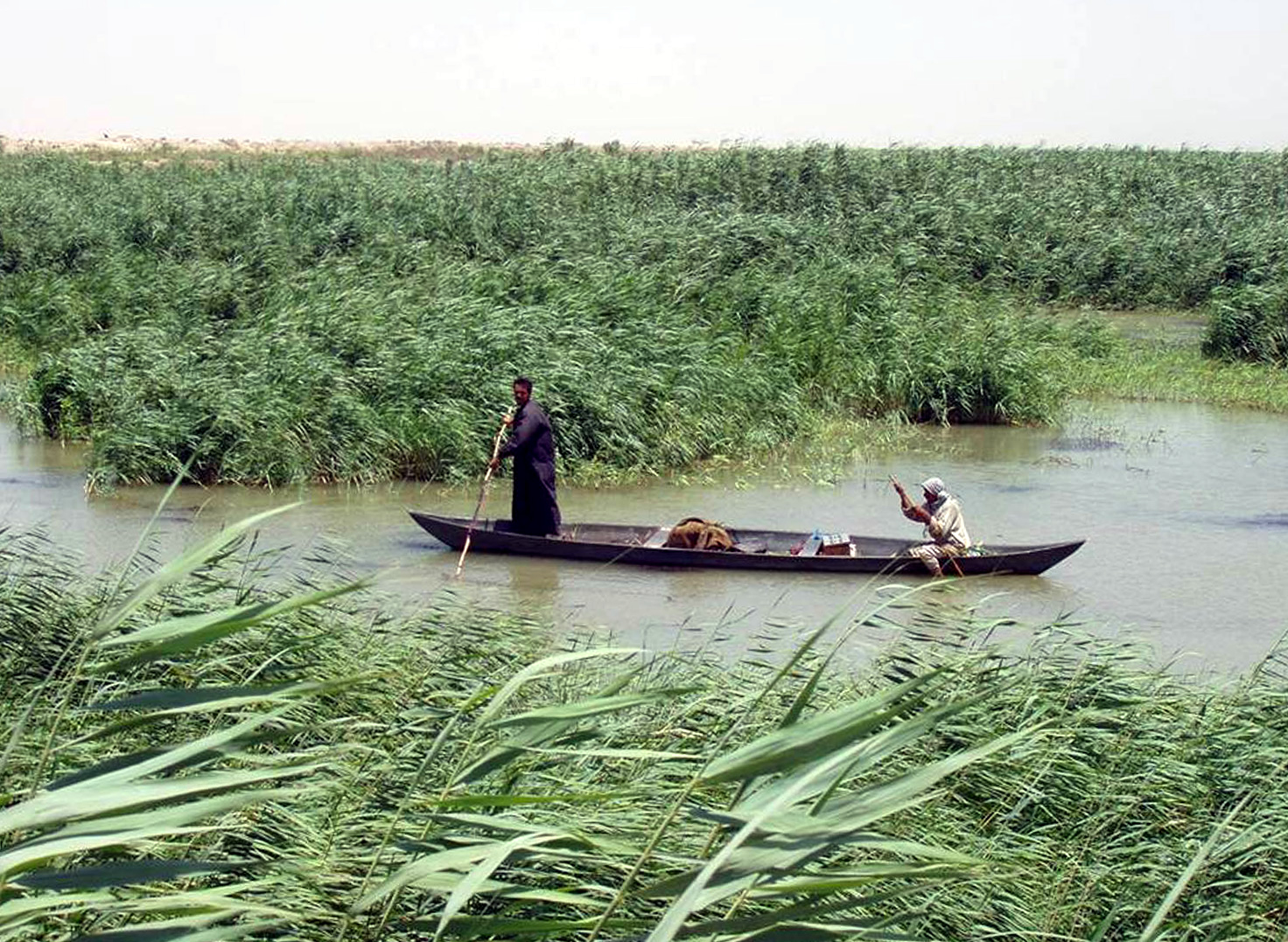
الأراضي الرطبة في جنوب العراق.

خريطة القنوات جنوب واسط: 1. (حظر؛ 2. قريش؛ 3. السيب؛ 4. باردودا.

غزو العراق من قبل الأمير الصفاري يعقوب بن الليث في أوائل عام 876 أتاح للزّنج فرصة جديدة للتقدم إلى الشّمال. ومن أجل إيقاف الجيش الصّفاري، اضّطر الخليفة العام مسرور البلخي إلى الانسحاب من منطقة واسط واستدعاء قواته من مناطق دجلة. سمح له ذلك بالانضمام إلى الجيش العبّاسيّ الرئيسيّ ووقف تقدم يعقوب في معركة دير العاقل المحورية، لكنّه ترك المنطقة الواقعة جنوب المدائن عرضة للزّنج، مما سمح له بالانضمام إلى الجيش العباسيّ الرئيسيّ. لهم للتوسع دون عائقٍ كبير.
قبل انسحاب مسرور، عانت الحملة ضد المتمردين من عدة انتكاسات في آخر فترة. وتكبّد الضّابط الحكوميّ موسى بن عتميش المتمركز في البذورد خسائر على يد قائد الزّنج سليمان بن جامع. عندما تم استبدال موسى بالتّالي بجعلان التركي، هاجم ثعلب بن حفص وأوقع خسائر في فرسانه ورجاله. في هذه الأثناء أرسل علي بن محمد أحمد بن مهدي الجبائي بأسطول إلى نهر المرأة الذي تقدّم إلى حي المعذر وشرع في سرقة وتدمير قرى المنطقة.
وبعد عودته إلى نهر المرة أبلغ الجبائيّ زعيم الزّنج أن منطقة الأهوار ( البطحاء لم تكن محميّة من قبل القوّات الحكوميّة بسبب انسحاب مسرور منها. لذلك قرّر زعيم الزّنج أن يرسل قوّاته إليها وأمر سليمان بن موسى الشعراني وسليمان بن جامع بالانطلاق وأمر الأخير بالذهاب إلى الحوانيت. كما طُلب من الجبائي أن يتقدم على سليمان بن جامع ويقيم معسكرًا في الحوانيت، وتم توفير مرشد محلي لمساعدته على التنقل في الطرق والطرق الجانبية للأهوار.

#### تقدم سليمان بن جامع والجبائي
وبعد تلقي الأوامر من علي بن محمد، انطلق سليمان بن موسى إلى البطيحة. وفي الطّريق تلقّى رسالة من عليّ يأمره بإيقاف أسطول حكوميّ مكوّن من ثلاثين بارجة كانت متّجهة إلى مقرّ زعيم الزّنج والتي دمّرت قرية عقدت السّلام مع المتمردين. أمضى سليمان شهرًا في التّعامل مع قوّة العدوّ، وبعد ذلك استكمل تقدمه ووصل في النهاية إلى الأهوار.
في ذلك الوقت تقدّم الجبائيّ حتى واجه جيشاً بقيادة الرّميس. هزمه الجبائي وأجبر الرميس على الهروب واستولى على أكثر من خمسين من قواربه. وأثناء الانسحاب، اعترض سليمان بن جامع رجال الرميس وهزموا مرة أخرى. انشق العديد من الرجال والقوادس إلى سليمان وأخبروه أن المنطقة الواقعة بينه وبين واسط خالية من أي قوات حكومية. ولثقته في هذه المعلومات، لم يكن سليمان مستعدًا لهجوم شنه أبو معاذ القرشيّ، الّذي هزمه وأسر أحد ضباطه.
بعد المعركة عاد سليمان إلى معسكره حيث أبلغه الفارّون أن أبو معاذ هو القوّة الوحيدة التي تدافع عن واسط. ولذلك أرسل إشعارًا إلى عليّ بن محمد وانطلق إلى نهر أبان. حاول أبو معاذ قطع طريقه، لكنّه اضطّر في المعركة النّاتجة إلى التّراجع. أصبح الطّريق إلى نهر أبان خاليًا الآن، وتقدم سليمان نحوه وبدأ بالحرق والسرقة وأسر نساء وأطفال. لكن مفرزة حكومية اعترضته في النهاية وقتلت عددًا كبيرًا من رجاله، واضطر سليمان والجبائي إلى الفرار إلى معسكرهم.

#### الانسحاب من الحوانيت
عندما علم سليمان أن مسرور البلخي غادر واسط وكان متجهًا نحوه، شعر سليمان بالقلق من تعرّض موقعه للهجوم برّا وماءً. وبعد التشاوُّر مع رجاله، قرّر الانتقال إلى منطقة نهر التحتة، التي كانت بها غابات كثيفة وطريق للهروب يعود إلى معسكر الزّنج المركزيّ. نجحت هذه الخطوة في إبعاد القوات الحكومية عن مساره. عند وصول مسرور، لم يجد سوى معسكر سليمان المهجور، ولم تنجح محاولات تحديد الموقع الجديد للمتمردين.
بعد وصوله إلى موقعه الجديد، أرسل سليمان إشعارًا بتحركاته إلى عليّ بن محمد، الذي وافق عليه وأمره بإرسال أي إمدادات غذائيّة وحيوانات إلى معسكر الزّنج المركزيّ. أدّى ذلك إلى نشوب نزاع بين سليمان، الذي حاول إعادة الإمدادات على الصنادل، وبين الجبائيّ، الذي اعتقد أنه يجب حرق أي إمدادات يجدونها من أجل حرمان الحكومة من استخدامها. وبدأ الجبائي يتجاهل أوامر سليمان، مما دفع الأخير إلى الكتابة إلى علي والشكوى. فتدخل زعيم الزّنج وأرسل أوامره إلى الجبائيّ يأمره أن يطيع سليمان وأن يتبع أوامره.

#### مقتل خشيش
بعد تلقيه أنباء عن توجه جيش حكوميّ بقيادة أغارتميش وخشيش، أعدّ سليمان رجاله للمعركة وأرسل الجبائيّ لجمع معلومات استخباريّة. وعندما علم أنّ قوّة العدوّ كانت على بعد نصف فرسخ فقط من موقعه، أمر الجبائيّ بسدّ طريق أغارتميش وخشيش وتحويلهما عن معسكر سليمان. ثم عبر نهر التحيثة وأمر قواته السوداء بإخفاء أنفسهم. وعند إشارة معينة كان عليهم مهاجمة الجيش الحكوميّ أثناء مروره على طول الممر المائي. وبالرغم من بعض الصعوبات، كان هجوم الزّنج ناجحًا؛ تمّ هزيمة قوات أغارتميش وقتل خشيش. طارد المتمردون أغارتميش إلى معسكره واستولوا على عدد من المراكب، لكن أغارتميش تمكن في النّهاية من استعادتها.
وبعد المعركة قام سليمان بإرسال رأس خشيه إلى علي بن محمد، فأمر بعرضه. ثم توجّه سليمان والجبائيّ إلى منطقة الحوانيت. وهناك واجهوا قوّة يقودها أبو تميم الّذي قتل أثناء القتال. تمّ الاستيلاء على العديد من صنادله مع القوات التي كانت عليها، وأرسل سليمان أخبار المواجهة إلى عليّ.

## 877-880

### قتال حول الحوانيت
وبعد بقائه في الأهوار لبعض الوقت، كتب سليمان بن جامع إلى عليّ بن محمد، يطلب منه السّماح له بالعودة إلى معسكر زعيم الزّنج. وأثناء انتظار الرّد علم أن قوّة حكوميّة بقيادة تكين البخاري كانت متمركزة في المنطقة. وبعد التشاور مع الجبائي، وافق سليمان على الهجوم وانطلق إلى موقع تاكين. بينما بدأ الجبائي بمهاجمة الجيش الحكومي بقوادسه، انتظرت مشاة سليمان وسلاح الفرسان في كمين. ثم تظاهر الجبائي بالانسحاب وقاد رجال تاكين إلى الفخ. لم تتمكّن القوّات الحكوميّة من المقاومة واضطّرت للهروب، وطاردهم الزّنج على مسافة ثلاثة فراسخ .
بعد المعركة، أراد سليمان في البداية العودة إلى الوراء، ولكن أمر الجبائي بدلاً من ذلك بالتقدم نحو معسكر تاكين، الذي وصل إليه مع غروب الشّمس. ولكن عندما بدأ الهجوم، أبدى الجيش الحكوميّ مقاومة شرسة، وفي النّهاية أمر سليمان رجاله بالتراجع. وبعد قضاء بعض الوقت في إعادة تنظيم رجاله، أمر بشنّ هجوم آخر، لكنّه وجد هذه المرّة أنّ تاكين قرر الانسحاب والتّخلي عن معسكره. فنهبها الزّنج وأحرقوها ثمّ عادوا إلى معسكرهم. وهناك علم سليمان أنّه حصل على موافقة علي للعودة، فوضع الجبائي في القيادة وانطلق إلى مقر زعيم الزنج، ووصل هناك في يناير أو أوائل شهر فبراير 878.
أُجبر سليمان على العودة إلى الأهوار، فور وصول رسالة من الجبائي، تفيد بأن الأخير قد هُزم على يد جعلان التّركي وأن القائدين الآخرين، منجور ومحمد بن علي وكان اليشكوري يهاجمون القرى المتحالفة مع الزّنج. وعند عودة سليمان خرج من التحيثة بقوّاته. قام أولاً بتحييد الجعلان، بإرسال الجبائي ليقيم موقعاً مقابلاً له. وأمر الجبائي بالإعلان عن وجوده مع الامتناع عن القتال.وبعد الانتهاء من ذلك تقدم سليمان مع بقيّة جيشه وهاجم محمد بن عليّ. وكان الاشتباك النّاتج بمثابة انتصار كبير لسليمان الذي هزم محمد واستولى على كمية كبيرة من الغنائم.
استمر سليمان الأشهر القليلة التالية الهجوم، حيث هاجم قرى العدو وهزم على التوالي العديد من القادة الحكوميين الذين تم إرسالهم لإيقافه. مع حلول شهر يوليو لعام 878، وصل إلى محيط الرصافة جنوب واسط. وهزم الجيش الحكومي بقيادة مطر بن جامع المتمركز هناك وأُحرقت المدينة وسرقت. بعد ذلك قرر سليمان وقف حملته مؤقتًا وأمر بالعودة إلى مقر علي بن محمد الذي وصل إليه في اليوم الثامن من شهر أغسطس.

### احتلال واسط والنعمانية وججرايا

خريطة منطقتي واسط (الصفراء) وبغداد (الخضراء).

بعدما رحل سليمان، قام جيش حكوميّ بقيادة مطر بن جامع بغارة على قرى الزّنج، وتقدّم إلى مسافة فرسخين ونصف من التحيثة. وقد أرسل الجبائي كلمة هذه البعثة. ردّاً على ذلك، انطلق سليمان مرة أخرى إلى الأهوار، ووصل في يوم 31 من شهر أغسطس. وأمضى بقيّة العام هناك، وواصل تحقيق الانتصارات ضد مختلف القوات الحكومية المتمركزة في المنطقة.
مع بداية عام 879، قرّر سليمان بن جامع تحقيق تقدم جديد فانطلق مع نخبة من قادته وقوّاته. واجه تكين البخاري لأول مرة في الشدادية على نهر بردودة، وبالرغم من تعرّضه لخسائر فادحة فقد هزمه واستولى على صنادله. تسببت أخبار هذا الاشتباك في تقدم أحمد بن ليتويه الذي تمّ تعيينه والياً على المنطقة إلى الشداديّة بنفسه. استمرّت المعركة النّاتجة بشكل غير حاسم لمدّة يومين، ولكن في اليوم الثّالث نجح سليمان في إخراج ابن ليتويه من خلال أمر رجاله بالتراجع. ثم استدار الزّنج وهزموا جيش الحكومة. أُلقي ابن الليثوية في نهر بردودة ونجا بأعجوبة من الغرق.
بعد انتصار سليمان على ابن ليتويه قرر مهاجمة واسط نفسها. وبعد أن طلب واستقبل تعزيزات من علي بن محمد تقدّم نحو المدينة وهاجم محافظها محمد المولد. هُزم الأخير وشرّع الزّنج في دخول واسط. رغمًا من مواجهة مقاومة من القوات الحكوميّة التي صمدت حتّى فترة ما بعد الظهر، نجحت قوّات سليمان في احتلال المدينة. قُتل عدد كبير من الأشخاص ونهبت وأحرقت واسط. وبعد ذلك خرج المتمردون من المدينة واتّجهوا نحو جنبلة بين واسط والكوفة، وأحدثوا الخراب والدمار في الطريق.
قضى سليمان معظم الشّهر التّالي متمركزًا في منطقة جنبلة، وركز على حفر قناة تمكّن من شحن الإمدادات إلى معسكره. لكن قام ابن ليتويه بهجوم مدمر على الزنج. قُتل عدد من قادة سليمان وقُتلت قواربه. أُجبر سليمان على التراجع إلى التحيتا، حيث ورد أنه مكث فيها معظم ما تبقى من العام.
شهد عام 879 تقدم المتمردين في أقصى الشمال. ودخلت جبول واحترقت النعمانية. كما وصل الزنج إلى الجرجرايا مما دفع سكّان منطقة السواد إلى اللجوء إلى بغداد.

## 880-883

### حملة أبي العباس

#### المعركة الأولى دخول واسط
أقنع سقوط واسط عام 879 الحكومة العباسية أخيرًا بالحاجة إلى تخصيص مزيدًا من الموارد ضدّ المتمردين. وبناءً على ذلك، كلّف وصيّ الخليفة أبو أحمد (الذي يُعرف بلقب الموفق ) ابنه أبو العباس بقيادة جيش مجهز قوامه حوالي عشرة آلاف من الفرسان والمشاة، بالإضافة إلى عدد من المراكب. القوادس والعبّارات، وتطهير مناطق دجلة من قوّات العدوّ. وافق أبو العبّاس، وبعد إجراء تفتيش لرجاله في أواخر نوفمبر أو ديسمبر 879 وإجراء استعداداته، انطلق من بغداد واتجه جنوبًا.
ومع مروره بمختلف البلدات على طول نهر دجلة، تلقى أبو العباس معلومات من طليعته بشأن تحركات سليمان بن جامع والجبائي وسليمان بن موسى. وبعد وصوله إلى فم السلح بين جرجرايا وواسط، تلقّى نبأً بأنّ المتمردين يتقدّمون ضدّه؛ ولذلك خرج عن الطّريق الرّئيسيّ وغيّر مساره. بعد فترة قصيرة قام بمواجهته الأولى مع الوحدات المتقدمة من الزّنج. استفزّت القوّات الحكوميّة المتمردين لملاحقتهم من خلال انسحاب متظاهر، وعندما اقترب المتمردون من أبو العبّاس أمر سلاح الفرسان والمشاة بالهجوم. هُزم الزّنج وأجبروا على الانسحاب. تمّ أخذ عدد من السّجناء وإحراق عدد من المراكب والقوادس.
وبعد المعركة استقرّ أبو العبّاس في واسط. وبعد أن صلّى الجمعة هناك، انطلق مرّة أخرى ونزل بالعمر، على فرسخ تحت واسط. وهناك أمر ببناء المراكب وأمر رجاله بشن غارات ضدّ المتمردين.

#### معارك في الأهوار ودست ميسان
بعد وقت قصير من وصوله إلى العمر، تلقى أبو العبّاس كلمة مفادها أن الزّنج يخططون مرة أخرى لمهاجمته، ويقتربون من جيشه من ثلاث اتجاهات. كان المتمردون يأملون في البداية في جرّ القوّات الحكوميّة إلى كمين وأرسلوا عشرين سفينة شراعيّة حتى تستدرجهم للفخ، لكن أبو العبّاس أمر رجاله بالتمسّك بمواقعهم وعدم ملاحقتهم. بعد فشل حيلتهم، قرّر سليمان بن جامع والجبائي شنّ هجوم أماميّ، ورد أبو العبّاس بإصدار أوامر لمراكبه وسلاح الفرسان بالتقدم ضد المتمردين. وانتهت المعركة التي دارت في محيط الرصافة بهزيمة أخرى للزنج؛ وفر سليمان والجبائي، وتم الاستيلاء على أربعة عشر مركباً وخيول المتمردين.
لمدّة عشرين يومًا بعد المعركة، لم يقم الجيش الحكوميّ بأيّ مواجهة أخرى مع الزّنج. عاد أبو العبّاس إلى العمر، بينما شرع الجبائيّ في حفر الفخاخ على الطرق التي عادة ما يسلكها الفرسان. بعدها بدأ المتمردون بمضايقة معسكر أبو العبّاس في محاولة لإثارة الاشتباك، لكن هذه الإستراتيجية فشلت في تحقيق النتيجة المرجوّة، ولم يحدث أي قتال لمدة شهر تقريبًا.
قرّر سليمان طلب تعزيزات من عليّ بن محمد. وبمجرد وصول هؤلاء أقام الجبائي موقعه مقابل معسكر أبي العباس. وامتنع الجبائي عن الاشتباك مع الجيش الحكوميّ وتراجع كلّما تقدّم. في نفس الوقت، بدأ رجاله في تدمير الجسور، وإطلاق النّار على الفرسان الذين اقتربوا من مدى سهامهم، وأشعلوا النّار في السّفن التي أمسكوا بها أثناء قيامهم بدوريّة. بعد شهرين من هذه الأنشطة، قرر أبو العبّاس محاولة استخلاص المتمردين، وأرسل القوادس كطعم لاستدراجهم إلى الفخ. ووقع الزّنج في الحيلة واستولوا على عدد من القوادس، فانطلق جيش الحكومة نحوهم. وكانت نتائج المعركة، فقد المتمردون عددًا من قوادسهم أمام القوات الحكومية واضطروا إلى التراجع.
قرر أبو العبّاس متابعة انتصاره باستكشاف الطّرق التي تستخدمها قوادس الزّنج. وأمر قائد أسطوله نصير أبو حمزة بالمضي قدمًا بصنادله، ثم انطلق في قاربه الخاص. لكن سرعان ما انفصل أبو العبّاس عن نصير، وكادت الكارثة تحلّ به عندما ظهرت قوّة قويّة من الزّنج فجأة على جانبي القناة وهاجمت مركبته. ونجا أبو العبّاس بصعوبة من المتمردين وعاد إلى العمر. وهناك أمر بقطع رؤوس ثلاثة بحارة تركوا سفينته للاستيلاء على بعض الماشية، وأصدر تحذيرًا بن البحارة الذين تركوا قوادسهم في وقت المعركة سيُقتلون.
عندما علم أبو العبّاس بتجمع جيش كبير من الزّنج في الصينية أسفل واسط، أمر رجاله بالسير نحوهم. هُزمت قوة الزّنج. وشقّ بعض الذين هربوا طريقهم إلى قاعدة سليمان بن جامع في المنصورة بالتّحيثة، بينما ذهب آخرون إلى قلعة سليمان بن موسى في المنيع في سوق الخميس. ثم توجه أبو العبّاس بعد ذلك إلى العباسي حيث يتمركز اثنان من قادة الزّنج. تم هزيمة المتمردين. قُتل أحد القادة وأُسر الآخر، وتم تحرير عدد من الأسيرات لدى الزّنج هناك.

#### حملة على المنيع
بعد عودته إلى معسكره، قرر أبو العبّاس السير ضدّ معقل سليمان بن موسى في المنيع. ومع صعوبة الوصول إلى القلعة التي لا يمكن الوصول إليها إلّا بواسطة قناة ضيّقة، فقد انطلق مع نصير في الطليعة. ولما وصل نهر برطيق المؤدي إلى المنيع، بقي أبو العبّاس عند مصب التّرعة، على نحو فرسخين من أسوار القلعة، بينما تقدم نصير على الطّريق المحاذية للترعة. أثناء تواجدها عند مدخل القناة، تعرّضت سفن أبو العبّاس لهجوم من قبل قوّّة برية للمتمردين، وتقاتل الجانبان معظم فترة الصّباح. في هذا الوقت، فقد نصير بعض صنادله لصالح الزنج، لكنه استعادها ونجح في إشعال النار في المنيع وأخذ الأسرى. ثم قام أبو العبّاس بسحب جيش المتمردين بإغراء بارجة مكشوفة. سقط الزنج في الكمين وهزموا. تم الاستيلاء على ستة قوادس زنج وفر المتمردون.
وبعد الانتصار خارج المنيع عاد أبو العبّاس إلى العمر حيث بقي حتى وصول والده الموفق.

### عودة الموفق

#### وصول الموفق والاستيلاء على المنيع
وبعد سقوط المختارة ومقتل عليّ بن محمد، أمر الموفّق بكتابة رسائل إلى مراكز العالم الإسلاميّ، يعلن فيها أن زعيم المتمردين قد مات وأن أهل البصرة الأبلة، مناطق دجلة، وتمكن الأحواز من العودة إلى ديارهم بأمان. في هذه الأثناء، عاد أبو العباس إلى بغداد في شهر نوفمبر 883 وقاد قواته في موكب عبر المدينة. تم وضع رأس علي على الرمح وحمله أمام أبو العباس خلال الحفل مما سمح لسكان المدينة برؤيته والاحتفال بوفاة المتمردين.
قام الموفّق وأبو العبّاس بتجميع قوّاتهم وانطلقوا لمحاربة الزّنج. ومع تقدمهم نحو الجنوب، تعرّض أبو العبّاس لهجوم من رجال سليمان بن موسى، لكنّه هزمهم وقطّع رؤوس السّجناء الذين أخذهم. ثم واصلت الجيوش الحكوميّة طريقها حتى وصلت إلى هدفها المقصود، معقل سليمان في المنيع. أمر الموفّق ابنه بالتقدّم نحو المدينة بأسطول من المراكب والقوادس، بينما تبعه هو بصنادله وجيشه. وعندما اقتربوا من المنيع اشتبك المتمردون مع أبو العبّاس في مناوشة. عندما أدرك سليمان بن موسى والزّنج القوّة الكاملة للقوّات المصطفّة ضدّهم، قرّروا ترك المدينة والهروب. ثمّ طارد الموفّق المتمردين إلى الأهوار، بينما تسلّق رجال أبو العبّاس أسوار المنيع، وقتلوا العديد من سكانها وحرروا عدة آلاف من النساء المحتجزات هناك. وأمر الموفق بهدم أسوار المنيع وبيع الغنيمة المكتسبة من غزوها واستخدام العائدات لدفع رواتب قواته.

#### الاستيلاء على المنصورة
بعد نهب المنيع توقف الموفّق ليجمع معلومات عن سليمان بن موسى وسليمان بن جامع. ولما وصله خبر وجود الأخير في الحوانيت أرسل أبا العبّاس لمهاجمته. وصل أبو العبّاس إلى الحوانيت، ولكنه بلم يعثر على ابن جامع التقى بل باثنين من مساعديه، الذين كانوا يحرسون مخزون طعام كبير. التقى الجانبان في المعركة، واستمرّ القتال حتى حلول الليل. لكن أبو العباس علم أن سليمان كان بالفعل في المنصورة بالتحيثة وأرسل هذا الخبر إلى الموفق. ورد الأخير بالتوجه إلى بردودة ومنها انطلق الطريق إلى التحيتا.
بعد إجراء إصلاحات على عباراته ومعدّاته، ودفع رواتب قوّاته وجمع العمال والمواد الّلازمة لسد القنوات وإصلاح الطّرق، انطلق الموفق من بردودة إلى التحيثة في أواخر شهر نوفمبر لعام 880، واصل ركوب الخيل مع فرسانه. وتقدم جيشه حتى وصل إلى ميلين من المنصورة. وبعد تأخير لعدة أيام بسبب سوء الأحوال الجويّة، تقدّم الموفّق ومجموعة من ضبّاطه إلى أسوار المنصورة للبحث عن مكان لنشر الفرسان. لكن هناك تعرضوا لكمين من قبل المتمردين واندلع قتال عنيف. خلال المعركة، أسر الزّنج العديد من الضبّاط الحكوميّين، لكن قائد المتمردين الجبائي أصيب بجروح قاتلة بسهم وتوفي بعد أيّام قليلة.
بعدها عاد الموفّق إلى معسكره وأعدّ قوّاته للهجوم على المنصورة. ولما اكتملت الاستعدادات أمر مشاته وفرسانه وزوارقه بالتقدّم باتجاه المدينة، وأرسل أوامره لأبي العبّاس أن يفعل الشّيء نفسه. نجح جنود الحكومة في التغلّب على دفاعات المنصورة ودخلوا المدينة من جميع الجهات، بينما اخترقت المراكب والقوادس المدينة عبر قناة وشرعت في إغراق كل سفينة متمردة واجهتها. قُتل أو أُسر معظم الزّنج، وهرب سليمان بن جامع مع مجموعة صغيرة من الرجال. تمّ إطلاق سراح عدد كبير من النّساء والأطفال الأسرى وإرسالهم إلى واسط، كما تمّ إطلاق سراح الضّباط الحكوميّين الأسرى أيضًا. وكما حدث مع سقوط المنيع، تم الاستيلاء على كميّة كبيرة من المخازن والأموال والمواد الغذائية والماشية من المنصورة. وأمر الموفّق ببيعها وصرف ثمنها على رجاله.
أقام الموفّق في التحيتا سبعة عشر يومًا بعد فتح المنصورة، ثمّ أمر بهدم أسوار الأخيرة وردم خنادقها. وأنشأ جائزة لمن يتمكّن من القبض على هارب من الزّنج. وأي سجين متمرد يتم إحضاره إليه كان يعامل معاملة حسنة ويتم العفو عنه، مما دفعه إلى الانشقاق عن زعيم الزّنج. ثم أرسل الموفّق نصير أبو حمزة لملاحقة سليمان بن جامع وعين زيراك التركي ليبقى في التحيثة ويطارد أي زنج متبقي في المنطقة.

#### التقدم نحو المختارة
وباحتلال المنيع والمنصورة، عاد الموفّق إلى واسط، حيث استعدّ للزّحف إلى الأحواز لتطهير الزّنج من تلك المحافظة. قبل وقت قصير من المغادرة، وصل زيراك التركي وأبلغهم أن منطقة التحيثة أصبحت الآن آمنة. لذلك أمر الموفّق زيراك بالتوجه إلى دجلة العمياء للقاء أبي حمزة نصير. كان على الاثنين بعد ذلك مراقبة النّهر ومهاجمة أي قوّات من الزّنج تسافر في طريقها إلى المختارة. ثم غادر الموفق إلى الأحواز، وخلال شهري يناير وفبراير بعام 881، استعاد سيطرة الحكومة على تلك المنطقة.
وبينما كان الموفّق محتلًّا في الأحواز، وصل زرّاق ونصير إلى دجلة العمياء وساروا حتى وصلوا إلى الأبلة. وهناك علموا من أحد المنشقين أن قوّة كبيرة من الزّنج كانت تحتل نهر دجلة وكانت متجهة إلى معسكر نصير في نهر المراح. ثمّ عاد نصير إلى معسكره. لكن زيراك التركي تحرذك لاعتراض المتمردين ووضع نفسه في موقع كان يعتقد أنّهم سيمرون به. فلما وصل الزّنج هزمهم وأسر قائدهم واستولى على ثلاثين سفينة. ثمّ جمع زرّاق رؤوس القتلى المقطوعة وتوجّه إلى واسط حيث أبلغ الموفّق بالمعركة. وسرعان ما انتشرت أخبار انتصار زيراك، وسرعان ما طلب ألفان من المتمردين العفو من أبو حمزة. تمّ منح ذلك وتم دمج الرّجال في الجيش الحكومي.
مع حلول منتصف شهر فبراير لعام 881، أنهى الموفّق عمليّاته في الأحواز وكان مستعدًّا لمهاجمة مقر الزّنج في المختارة نفسها. ولذلك انطلق إلى منطقة دجلة في محيط المختارة، ووصل إليها في 19 شباط/فبراير، وأرسل أيضاً تعليماته إلى قادته لمقابلته في نفس المكان.

### الاستيلاء على المختارة، نهاية الثورة
على مدار العامين والنصف التاليين، فرضت القوّات الحكوميّة بقيادة الموفّق حصارًا على عليّ بن محمد والزّنج في المختارة. بهذه الفترة، قام المحاصرون بالعديد من الحيل في محاولة لطرد الجانب الآخر، ودارت معارك داخل تحصينات المدينة وخارجها. شنّ المتمردون دفاعًا شرسًا، وقاموا بعدّة طلعات جوية ضدّ المحاصرين، وحاولوا إصلاح الأضرار التي لحقت بدفاعاتهم وعرقلة السّفن الحكوميّة عن طريق تخريب القنوات. بحلول وقت الحصار، عاد معظم الزّنج، إن لم يكن كلهم، إلى المدينة لتعزيزها، ومعظم قادة الزّنج المتبقين، بما في ذلك سليمان بن جامع، وسليمان بن موسى، وعلي بن أبان، وأنقلاي ابن علي. وشارك في الدفاع عنها.
ومن جانب الحكومة، كان الموفذق يقود عددًا هائلاً من الرّجال والسّفن، واستخدمت قواته النفتا في محاولة لإحراق هياكل العدو. وأمر ببناء مدينة جديدة، الموفقية، التي توفّر المؤن والخدمات الأخرى لرجاله. طوال فترة الحصار استخدم أسلوب العصا والجزرة مع المتمردين. مُنحت قوات الزّنج التي استسلمت طوعًا ضمانات بالسّلامة والمكافآت، وتم عرضها أمام المختارة لإقناع الآخرين بالانضمام إليهم، بينما تمّ في بعض الأحيان قطع رؤوس الجنود المتمردين الذين قتلوا في المعركة وعرض رؤوسهم على مرأى من المدافعين.
القوات الحكومية أضعفت دفاعات المتمردين تدريجياً. سقط الجانب الغربي للمختارة في ربيع عام 883، وتبعه الجانب الشرقي في شهر أغسطس من ذلك العام. خلال الهجوم الأخير للجيش الحكومي، تم هزيمة المتمردين بالكامل وقتل علي بن محمد، مما أدى إلى نهاية التمرد فعليًا.

## ما بعد الكارثة
في شهر سبتمبر عام 880، تلقّى أبو أحمد الموفّق تقريرًا يفيد بأنّ عليّ بن محمّد أمر ملازمه عليّ بن أبان، الذي كان حينها في الأحواز، بالسّير إلى العراق مع قوّاته وتعزيز سليمان بن جامع. وبناء على هذه المعلومات قرر الموفق أن أبو العباس بحاجة إلى دعم إضافي؛ ولذلك قرر تنظيم جيش وقيادته شخصياً ضد المتمردين. غادر من ضواحي بغداد مع قواته وزوارقه في أكتوبر، وشق طريقه إلى واسط؛ وهناك استقبله ابنه وأطلعه على حالة رجال الأخير.
سُجن العديد من قادة المتمردين الذين استسلموا، منهم أنكلاي، وعليّ بن أبان، وسليمان بن جامع، وسليمان بن موسى، في بغداد بعد انتهاء الثورة، وتمّ إحضار أسرة عليّ بن محمّد وأطفاله. إلى المدينة أيضاً. في عام 885/886، ردًا على أعمال شغب الزّنج في واسط، أمر الموفّق بقطع رؤوس القادة وإحضار الرؤوس إليه. وتم في البداية إلقاء جثث القتلى في المجاري، ولكن تم انتشالها لاحقًا وعرضها على الجانبين الغربيّ والشرقيّ من بغداد.

## ملحوظات
1. ↑  Popovic 1999، pp. 129 ff., provides an overview of the internal activities of the Zanj "state".
2. ↑  Al-Tabari 1992، صفحات 30–32; Popovic 1999، صفحات 33–38; Ibn al-Athir 1987، صفحات 206–07
3. ↑  Al-Tabari 1992، صفحات 32–34; Popovic 1999، صفحات 38–39; Ibn al-Athir 1987، صفحة 207
4. ↑  Al-Tabari 1992، صفحات 34–36; Popovic 1999، صفحات 39–40; Ibn al-Athir 1987، صفحات 207–08
5. ↑  Al-Tabari 1992، صفحات 36–38; Popovic 1999، صفحات 40–41, 46; Ibn al-Athir 1987، صفحة 208
6. ↑  Al-Tabari 1992، صفحات 39–43; Popovic 1999، صفحات 46–47; Ibn al-Athir 1987، صفحات 208–09
7. ↑  Al-Tabari 1992، صفحات 36 ff.; Popovic 1999، صفحات 45–46, 47 ff.; Ibn al-Athir 1987، صفحات 208 ff.
8. ↑  Al-Tabari 1992، صفحات 59–65; Popovic 1999، صفحات 53–54; Ibn al-Athir 1987، صفحات 210–11
9. ↑  Al-Tabari 1992، صفحات 65–66; Popovic 1999، صفحة 54; Ibn al-Athir 1987، صفحة 211
10. ↑  Al-Tabari 1992، صفحات 66–67; Popovic 1999، صفحة 55; Ibn al-Athir 1987، صفحات 211–12
11. ↑  Al-Tabari 1992، صفحات 66–67; Popovic 1999، صفحة 55; Ibn al-Athir 1987، صفحة 212
12. ↑  Al-Tabari 1992، صفحات 108–09; Popovic 1999، صفحة 57; Ibn al-Athir 1987، صفحة 225
13. ↑  Al-Tabari 1992، صفحة 109; Popovic 1999، صفحة 57; Ibn al-Athir 1987، صفحة 225
14. ↑  Popovic 1999، صفحات 132-33.
15. ↑  Al-Tabari 1992، صفحات 109–10; Popovic 1999، صفحة 57; Ibn al-Athir 1987، صفحة 225
16. ↑  Al-Tabari 1992، صفحات 110; Ibn al-Athir 1987، صفحة 225
17. ↑  Al-Tabari, p. 67; Ibn al-Athir, p. 212
18. 1 2  Al-Tabari 1992، صفحات 110–11; Popovic 1999، صفحات 57–58; Ibn al-Athir 1987، صفحة 225
19. ↑  Al-Tabari 1992، صفحة 111; Popovic 1999، صفحة 58; Ibn al-Athir 1987، صفحة 226
20. ↑  Al-Tabari 1992، صفحة 112; Popovic 1999، صفحة 58; Ibn al-Athir 1987، صفحة 226
21. ↑  Al-Tabari 1992، صفحات 112, 120; Popovic 1999، صفحة 58; Ibn al-Athir 1987، صفحات 229
22. ↑  Al-Tabari 1992، صفحات 120–21; Popovic 1999، صفحات 58–59; Ibn al-Athir 1987، صفحات 229
23. ↑  Al-Tabari 1992، صفحات 121–22; Popovic 1999، صفحة 59; Ibn al-Athir 1987، صفحات 230
24. ↑  Al-Tabari 1992، صفحة 122; Popovic 1999، صفحة 59; Ibn al-Athir 1987، صفحات 230
25. 1 2 3  Al-Tabari 1992، صفحات 125–26; Popovic 1999، صفحة 60; Ibn al-Athir 1987، صفحات 231
26. ↑  Al-Tabari 1992، صفحات 122–23; Popovic 1999، صفحات 59–60; Ibn al-Athir 1987، صفحة 230
27. ↑  Al-Tabari 1992، صفحة 129; Popovic 1999، صفحة 60; Ibn al-Athir 1987، صفحة 231
28. ↑  Al-Tabari 1992، صفحات 126 ff.; Popovic 1999، صفحات 61–64; Ibn al-Athir 1987، صفحات 231–32
29. ↑  Al-Tabari 1992، صفحات 133, 139; Popovic 1999، صفحات 62–63, 66; Ibn al-Athir 1987، صفحات 232, 236
30. ↑  Al-Tabari 1992، صفحة 134; Popovic 1999، صفحات 64–65; Ibn al-Athir 1987، صفحة 232
31. ↑  Al-Tabari 1992، صفحات 134–35; Popovic 1999، صفحة 65; Ibn al-Athir 1987، صفحة 232
32. ↑  Al-Tabari 1992، صفحات 139–40; Popovic 1999، صفحات 65–66; Ibn al-Athir 1987، صفحة 236
33. ↑  Al-Tabari 1992، صفحات 140, 142; Popovic 1999، صفحة 66; Ibn al-Athir 1987، صفحة 236
34. ↑  Al-Tabari 1992، صفحات 140–42; Popovic 1999، صفحة 66; Ibn al-Athir 1987، صفحة 236
35. ↑  Al-Tabari 1992، صفحات 139, 142; Popovic 1999، صفحة 67; Ibn al-Athir 1987، صفحة 236
36. 1 2  Al-Tabari 1992، صفحات 142–44; Popovic 1999، صفحة 67; Ibn al-Athir 1987، صفحات 236–37
37. ↑  Al-Tabari 1992، صفحات 144–45; Popovic 1999، صفحات 67–68; Ibn al-Athir 1987، صفحة 237
38. ↑  Al-Tabari 1992، صفحات 144–45; Popovic 1999، صفحة 68; Ibn al-Athir 1987، صفحة 237
39. ↑  Al-Tabari 1992، صفحات 145–46; Popovic 1999، صفحة 68; Ibn al-Athir 1987، صفحة 237
40. ↑  Al-Tabari 1992، صفحات 146–47; Popovic 1999، صفحة 68; Ibn al-Athir 1987، صفحة 237
41. ↑  Al-Tabari 1992، صفحة 147; Popovic 1999، صفحة 68; Ibn al-Athir 1987، صفحات 237–38
42. ↑  Al-Tabari 1992، صفحة 148; Popovic 1999، صفحة 68; Ibn al-Athir 1987، صفحة 238
43. ↑  Al-Tabari 1992، صفحة 153; Popovic 1999، صفحة 70; Ibn al-Athir 1987، صفحة 240
44. ↑  Al-Tabari 1992، صفحات 153–55, 165; Popovic 1999، صفحات 70–71; Ibn al-Athir 1987، صفحات 240–41, 252–53
45. ↑  Al-Tabari 1992، صفحات 169–74; Popovic 1999، صفحات 69, 72; Ibn al-Athir 1987، صفحات 260–62
46. ↑  Al-Tabari 1992، صفحة 174; Popovic 1999، صفحة 72
47. ↑  Al-Tabari 1992، صفحات 174–75; Popovic 1999، صفحة 72; Ibn al-Athir 1987، صفحة 262
48. ↑  Al-Tabari 1992، صفحة 175; Popovic 1999، صفحة 72; Ibn al-Athir 1987، صفحة 262
49. ↑  Al-Tabari 1992، صفحات 175–76; Popovic 1999، صفحة 72
50. ↑  Al-Tabari 1992، صفحة 176; Popovic 1999، صفحات 72–73
51. ↑  Al-Tabari 1992، صفحات 176–77; Popovic 1999، صفحة 73
52. ↑  Al-Tabari 1992، صفحات 177–78; Popovic 1999، صفحة 73
53. ↑  Al-Tabari 1992، صفحات 178–79; Popovic 1999، صفحة 73; Ibn al-Athir 1987، صفحات 262–63
54. ↑  Al-Tabari 1992، صفحات 179–80; Popovic 1999، صفحات 73–74; Ibn al-Athir 1987، صفحة 263
55. ↑  Al-Tabari 1992، صفحات 190–92; Popovic 1999، صفحة 76; Ibn al-Athir 1987، صفحات 274–75
56. ↑  Al-Tabari 1992، صفحات 192–93; Popovic 1999، صفحة 76; Ibn al-Athir 1987، صفحة 275
57. ↑  Al-Tabari 1992، صفحات 193–95; Popovic 1999، صفحات 76–77; Ibn al-Athir 1987، صفحة 275
58. ↑  Al-Tabari 1992، صفحات 195–96; Popovic 1999، صفحات 77–78; Ibn al-Athir 1987، صفحات 275–76
59. ↑  Al-Tabari 1992، صفحات 196–97; Popovic 1999، صفحة 78; Ibn al-Athir 1987، صفحة 276
60. ↑  Al-Tabari 1992، صفحة 197; Popovic 1999، صفحة 78
61. ↑  Al-Tabari 1992، صفحة 198; Popovic 1999، صفحة 78; Ibn al-Athir 1987، صفحة 276
62. ↑  Al-Tabari 1992، صفحات 200–01; Popovic 1999، صفحة 78; Ibn al-Athir 1987، صفحة 276; Ibn al-Athir 1987، صفحة 281
63. ↑  Al-Tabari 1992، صفحة 204; Popovic 1999، صفحات 79, 87; Ibn al-Athir 1987، صفحة 281
64. ↑  Al-Tabari 1987، صفحات 12–13; Popovic 1999، صفحات 91–92; Ibn al-Athir 1987، صفحة 292
65. ↑  Al-Tabari 1987، صفحات 13–15; Popovic 1999، صفحة 92; Ibn al-Athir 1987، صفحات 292–93
66. ↑  Al-Tabari 1987، صفحات 15–16; Popovic 1999، صفحة 92; Ibn al-Athir 1987، صفحة 293
67. ↑  Al-Tabari 1987، صفحات 16–17; Popovic 1999، صفحات 92–93; Ibn al-Athir 1987، صفحة 293
68. ↑  Al-Tabari 1987، صفحة 17; Popovic 1999، صفحة 93; Ibn al-Athir 1987، صفحة 293
69. ↑  Al-Tabari 1987، صفحات 17–18; Popovic 1999، صفحة 93; Ibn al-Athir 1987، صفحة 293
70. ↑  Al-Tabari 1987، صفحات 19–20; Popovic 1999، صفحات 93–94; Ibn al-Athir 1987، صفحة 294
71. ↑  Al-Tabari 1987، صفحات 20–21; Popovic 1999، صفحة 94; Ibn al-Athir 1987، صفحة 294
72. ↑  Al-Tabari 1987، صفحات 21–23; Popovic 1999، صفحات 94–95; Ibn al-Athir 1987، صفحات 294–95
73. ↑  Al-Tabari 1987، صفحات 23–24; Popovic 1999، صفحة 95; Ibn al-Athir 1987، صفحة 295
74. ↑  Al-Tabari 1987، صفحة 139; Popovic 1999، صفحة 122; Ibn al-Athir 1987، صفحة 335
75. ↑  Al-Tabari 1987، صفحات 24–27; Popovic 1999، صفحات 96–97; Ibn al-Athir 1987، صفحات 295–96
76. ↑  Al-Tabari 1987، صفحات 27–30; Popovic 1999، صفحة 97; Ibn al-Athir 1987، صفحة 296
77. ↑  Al-Tabari 1987، صفحات 30–31; Popovic 1999، صفحات 97–98; Ibn al-Athir 1987، صفحة 297
78. ↑  Al-Tabari 1987، صفحات 31–33; Popovic 1999، صفحات 98–99; Ibn al-Athir 1987، صفحات 297–98
79. ↑  Al-Tabari 1987، صفحات 33–34; Popovic 1999، صفحة 99; Ibn al-Athir 1987، صفحة 298
80. ↑  Al-Tabari 1987، صفحات 34 ff.; Popovic 1999، صفحات 99–101; Ibn al-Athir 1987، صفحات 298–99
81. ↑  Al-Tabari 1987، صفحات 39–41; Popovic 1999، صفحة 101; Ibn al-Athir 1987، صفحة 299
82. ↑  Al-Tabari 1987، صفحات 39, 41–42; Popovic 1999، صفحات 101–02; Ibn al-Athir 1987، صفحة 300
83. 1 2  Al-Tabari 1987، صفحات 41 ff., 65 ff., 82 ff., 91 ff., 98 ff., 128 ff.; Popovic 1999، صفحات 102 ff.; Ibn al-Athir 1987، صفحات 300 ff., 309 ff., 315 ff., 331 ff.
84. ↑  Al-Tabari 1987، صفحات 41 ff.; Popovic 1999، صفحات 102 ff., 111 ff., 114 ff., 117 ff., 121–22; Ibn al-Athir 1987، صفحات 300 ff.
85. ↑  Al-Tabari 1987، صفحة 24; Popovic 1999، صفحة 96; Ibn al-Athir 1987، صفحة 295
86. ↑  Al-Tabari 1987، صفحات 126, 151–52; Popovic 1999، صفحات 121, 122–23; Ibn al-Athir 1987، صفحة 346